# Алмасиани
Алмасиани (груз. ალმასიანი, осет. Базилæн) — село в Грузии, на территории Казбегского муниципалитета края (мхаре) Мцхета-Мтианети.

## География
Село находится в северо-восточной части Грузии, на левом берегу реки Байдара, вблизи места впадения её в Терек, на расстоянии приблизительно 15 километров (по прямой) к юго-западу от посёлка городского типа Степанцминда, административного центра муниципалитета. Абсолютная высота — 1979 метров над уровнем моря.

## Население
По результатам официальной переписи населения 2014 года в Алмасиани проживало 22 человека (7 мужчин и 15 женщин). В национальном составе грузины составляли 86,4 %, осетины — 13,6 %.
| Год  | Население, человек |
| ---- | ------------------ |
| 2002 | 13                 |
| 2014 | ↗ 22               |